# Annalisa Forssberger
Annalisa Forssberger, född 17 juni 1906 i Stjärnsund, död 4 maj 1988 i Örebro, var en svensk författare. Forssberger var dotter till förvaltaren på brukssågen i Stjärnsund. Hon gifte sig senare med en arbetare och flyttade till Långshyttan. 1942 skilde hon sig och flyttade från Dalarna. Hon bosatte sig några år i Stockholm. Därefter var hon bosatt i Örebro fram till sin död.
Forssberger har bl.a. gjort sig känd för sina skildringar av Stjärnsund.

## Priser och utmärkelser
- 1949 – Boklotteriets stipendiat
- 1955 – Boklotteriets stipendiat
- 1960 – Tidningen Vi:s litteraturpris